# Livro de Horas de D. Álvaro da Costa

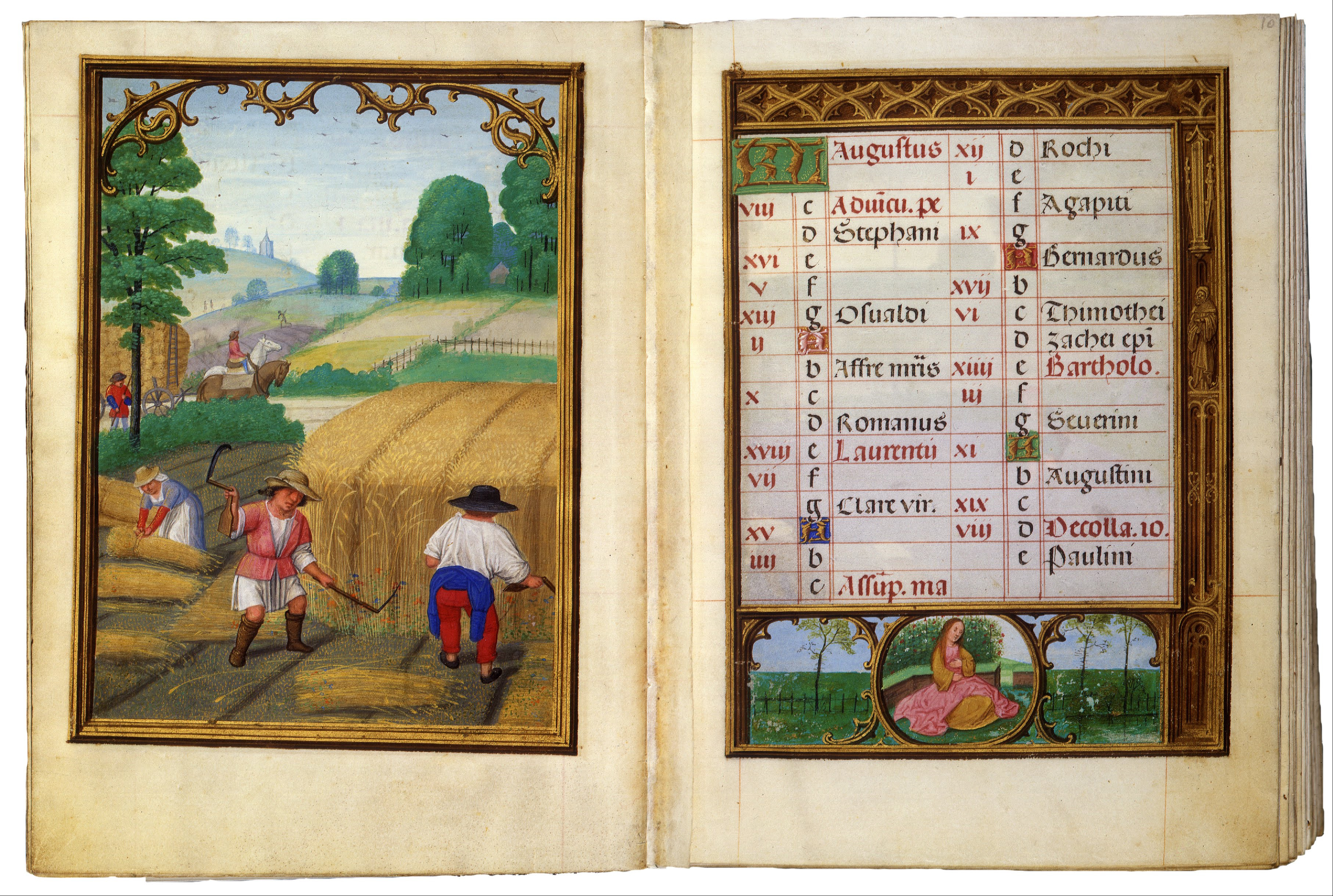
Agosto no calendário do livro

O Livro de Horas de D. Álvaro da Costa (em inglês:  Da Costa Hours) é um manuscrito iluminado executado em 1515, e atualmente na coleção da Biblioteca e Museu Morgan em Nova Iorque. Foi produzido por Simão Bening e pela sua oficina, provavelmente encomendado por um membro da família portuguesa Sá, tendo mais tarde passado para a posse de D. Álvaro da Costa, conselheiro próximo de D. Manuel I.

## References
1. ↑  «Da Costa Hours». Morgan Library & Museum. Consultado em 15 de janeiro de 2020